# Flavidoporia
Flavidoporia Audet – rodzaj grzybów z rodziny pniarkowatych (Fomitopsidaceae).

## Charakterystyka
Grzyby kortycjoidalne o owocniku rocznym lub wieloletnim, rozpostartym. Odróżniają się od Antrodia brakiem kontekstu, żółtawymi porami, mniejszymi podstawkami, brak hyfid i pseudocystyd oraz mniejszymi, podłużnymi lub elipsoidalnymi bazydiosporami.

## Systematyka i nazewnictwo
Pozycja w klasyfikacji: Fomitopsidaceae, Polyporales, Incertae sedis, Agaricomycetes, Agaricomycotina, Basidiomycota, Fungi.
Takson ten utworzył Serge Audet w 2017 r. Włączył do niego niektóre gatunki dawniej zaliczane do rodzaju Antrodia, który był taksonem polifiletycznym. W opracowaniu W. Wojewody z 2003 r. zaliczone są do rodzaju Antrodia (jamkówka).
Gatunki
- Flavidoporia mellita (Niemelä & Penttilä) Audet 2017 – tzw. jamkówka miodowa
- Flavidoporia pulverulenta (B. Rivoire) Audet 2017
- Flavidoporia pulvinascens (Pilát) Audet 2017 – tzw. jamkówka pofałdowana

Wykaz gatunków i nazwy naukowe na podstawie Index Fungorum. Nazwy polskie według W. Wojewody. Są niespójne z aktualnymi nazwami naukowymi.